# Rhode (azienda)
La Rhode è stata un'azienda automobilistica inglese attiva dal 1921 al 1935.

## Storia
La casa venne costituita da F.W.Mead e T.W. Deakin a Birmingham nel 1921; i due soci avevano già maturato esperienze nel campo delle costruzioni motoristiche, avendo prodotto motociclette con sidecar e, sotto la denominazione di “Medea”, nel periodo 1913-1916, alcuni cyclecar (1913-14=modello 8HP bicilindrico di 964 cmc (motore “quadro” con alesaggio e corsa di 85 mm.;  1914-16=modello 8/10 HP a 4 cilindri di 1094 cm³ (alesaggio mm 59 e corsa mm 100), poi leggermente incrementati (alesaggio 60 mm, corsa invariata, cmc 1131).
Tanto le motociclette quanto i cyclecars ebbero un buon successo e si fecero una buona reputazione.
Nel dopoguerra, dunque, i due costituirono la Rhode.
A differenza di molte altre vetture leggere inglesi di quel periodo, che adottavano motori (ed altre parti) provenienti da grandi Case, la prima Rhode venne interamente prodotta “in casa” (fatta eccezione per il cambio a 3 rapporti, fornito dalla Wrigley).
Il motore 4 cilindri da 1087 cm³ (alesaggio 62 mm, corsa 90 mm) denominato “9,5 HP” (valore corrispondente alla potenza fiscale inglese) eroga in effetti una ventina di cavalli (19) che consente alla vettura di superare gli 80 Km/h (50 miglia). Caratteristiche particolari di questa prima Rhode furono: motore a valvole laterali e lubrificazione a sbattimento, accensione a magnete, frizione a disco, assenza del differenziale, sospensioni anteriori e posteriori a ¼ di balestra semiellittiche.
Queste le dimensioni del telaio: passo cm 259, carreggiata cm 121, lunghezza cm 335. Le misure degli pneumatici erano: 700x80
La carrozzeria di serie della “9,5 HP” è del tipo "torpedo 2+2", una soluzione ideata proprio dalla Rhode e destinata a fare proseliti in Inghilterra.
La Rhode 9,5 HP, veloce e sicura, riscosse un certo successo nei "Trials" (gare tipicamente britanniche, condotte su percorsi misti con tratti campestri su terreni difficili): per gli sportivi più accaniti, venne anche allestita una versione a due posti con motore spinto (rapporto di compressione molto elevato) e carrozzeria modificata (coda rastremata, parabrezza a “V”).
Malgrado le ottime prestazioni velocistiche ed una buona solidità d'assieme, questo primo modello Rhode non incontrò il successo sperato, probabilmente a causa di una estetica che taluni definirono “eleganza spartana” e del fatto che la vettura venne generalmente criticata per l'elevata rumorosità.
Nel 1924 la Rhode lanciò un nuovo modello a 4 posti (che affiancava la “9,5 HP”) munito di differenziale e di freni sulle 4 ruote nonché di cambio a 4 rapporti, denominato “10,8 HP” (4 cilindri, alesaggio mm 66, corsa mm 90, cilindrata cmc 1232). Le dimensioni del telaio della “10,8 HP” erano: passo cm 259 (poi aumentato a 274), carreggiate cm 122, lunghezza cm 373, larghezza cm 157, gomme 27x4.40. La velocità massima risultava praticamente invariata (50 miglia orarie).
Nel corso del 1925 cessò la produzione della vecchia “9,5 HP”.
Nel 1926, la “10,8 HP” venne modificata ed assunse la denominazione di “11/30” (11 i cavalli fiscali, 30 quelli massimi effettivi). La “11/30” era dotata di un motore profondamente modificato, a valvole in testa (azionate da aste e bilancieri) più silenzioso e potente: la velocità massima della vettura salì a 100 km orari (63 miglia), mentre i dati del telaio erano: passo cm 274, carreggiate cm 129, lunghezza cm 373, larghezza cm 157, gomme 29x5.00.
Nel 1928 vide la luce l'ultimo prodotto Rhode, la Hawk, una grossa berlina (con carrozzeria in parte rivestita di tessuto) che si distingueva per una minore caratterizzazione sportiva. La Hawk montava lo stesso motore da 1232 cm³ della consorella “11/30 HP” modificato nella distribuzione (ora ad asse a camme in testa). Altri dati della Hawk erano: passo cm 315, carreggiate cm 129, lunghezza cm 427, larghezza cm 160, gomme 29x5.00, velocità massima circa 90 km/h (55 miglia).
Gli affari non andarono come nelle speranze e, nel 1928, la Rhode venne costretta a chiedere il fallimento.
Gli impianti vennero acquistati dalla McKenzie and Denley e la produzione (sempre sotto la denominazione di “Rhode”)  riprese nel 1929 con il modello Hawk, ora denominato anche “11/50 HP” e che adottava un motore Meadows da 1,5 litri con valvole in testa azionate da aste e bilancieri (4 cilindri, alesaggio mm 69, corsa mm 100, cilindrata cmc 1496, potenza effettiva circa 50 HP a 4000 giri al minuto). I dati del telaio di questa ultima Hawk erano: passo cm 312, carreggiata cm 129, lunghezza cm 442, larghezza cm 168, gomme 4.75x19.
La produzione della Hawk 11/50 HP si arrestò definitivamente nel 1935.
La Rhode ha costruito anche furgoni ed autocarri leggeri con il marchio M. & D. (molto probabilmente dalle iniziali dei due soci, Mead e Deakin) azionati da un motore da 15,9 HP (fiscali) con albero a camme in testa.